# ウラジオストク海軍基地

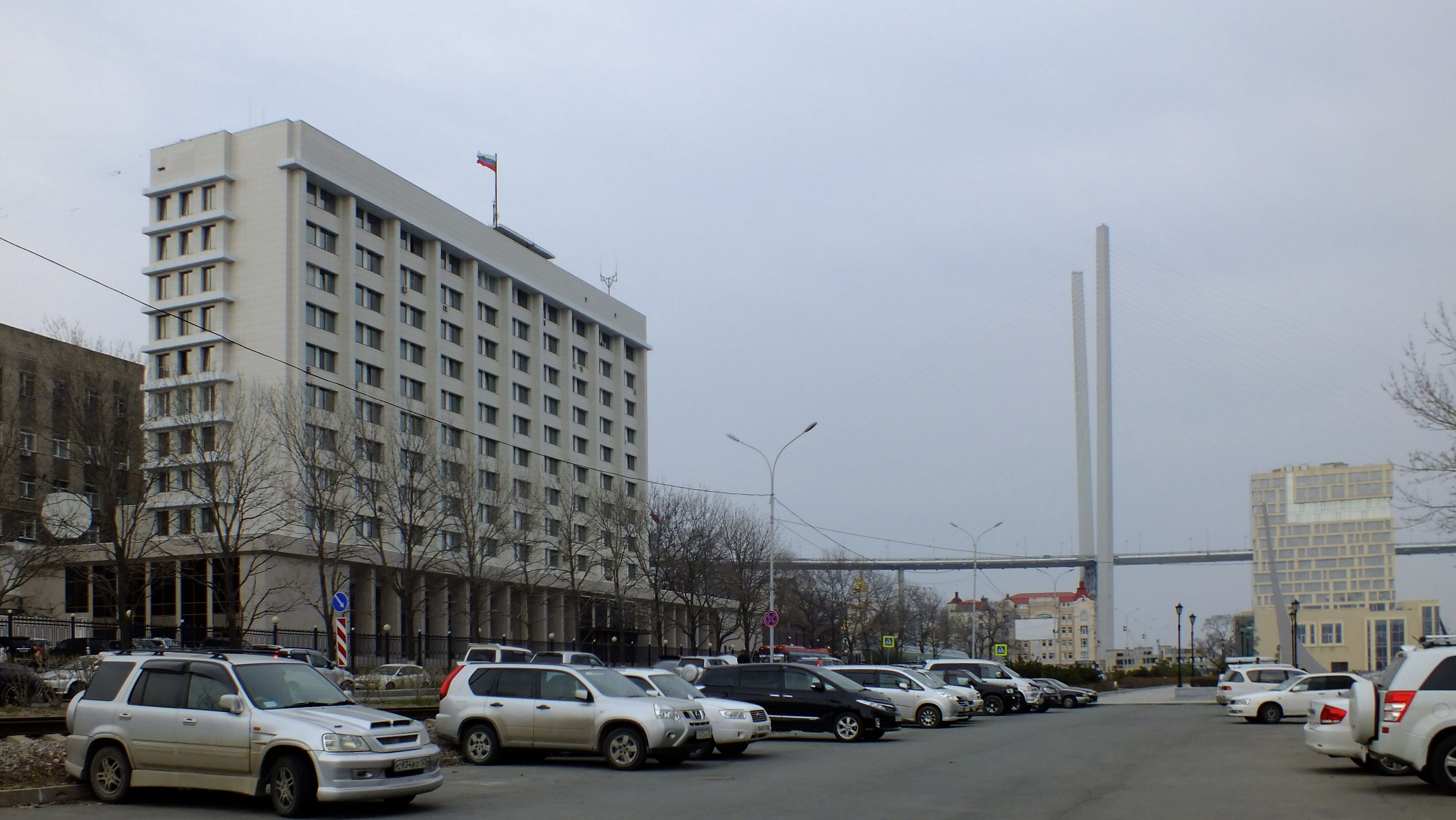
太平洋艦隊司令部庁舎

この記事では、ウラジオストクに存在するロシア海軍の基地について扱う。

## 概要
ウラジオストクには、弾道ミサイル潜水艦・原子力潜水艦・ミサイル巡洋艦等の基地が存在する。艦艇は主にピョートル大帝湾の内、支湾の金角湾やユリシーズ湾に配置されている。

## 歴史
1859年6月18日、東シベリア総督ニコライ・ニコラエヴィチ・ムラヴィヨフ・アムルスキー伯爵が旗を掲げた蒸気船コルベット「アメリカ号」にてこの湾に入った。入港時に感銘を受けて「ここから東方を手に入れることができる！」と叫んだという。
翌1860年には軍事施設が開設された。貿易港として栄えだすと軍事施設も建設されるようになったが、当時の政府が望んだようなものではなかった。
1870年代初頭、イギリスとの対立より危機感を覚えた政府は新たにこの地域に軍港を建設することを実行した。
1871年2月10日、政府は主要な軍港をニコラエフスクからウラジオストクに移転する決定を下した。これによりウラジオストクはロシアの主要な軍港の1つになった。
1872年末に軍港の移転工事が完了すると、シベリア艦隊の20隻の軍艦の母港となった。
その後、ロシアが参加した3つの戦争により、最終的にウラジオストクはロシアの太平洋における重要な前哨基地として確立された。
第二次世界大戦中には、アメリカ合衆国のレンドリース法によって供与された兵器の積み替え拠点になったほか、ナチス・ドイツの同盟国日本の艦隊からソ連を守る大きな要塞となった。
2024年には中国人民解放軍海軍の昆明級駆逐艦「西寧」（英語: Xining, 117）と江凱型フリゲート「臨沂」（英語: Linyi, 547）がウラジオストクに到着した。到着後ロシア軍と中国軍は合同軍事演習を開始した。